# Rescue You
Rescue You è il primo album solista del cantante statunitense Joe Lynn Turner, pubblicato nel 1985 per l'etichetta discografica Elektra Records.

## Tracce
1. Losing You – 4:24 (Joe Lynn Turner, Alan Greenwood)
2. Young Hearts – 3:54 (Joe Lynn Turner, Alan Greenwood)
3. Prelude/Endlessly – 4:36 (Joe Lynn Turner, Newman)
4. Rescue You – 4:31 (Joe Lynn Turner, Alan Greenwood)
5. Feel the Fire – 3:28 (Joe Lynn Turner, Alan Greenwood)
6. Get Tough – 4:33 (Joe Lynn Turner, Delia)
7. Eyes of Love – 3:49 (Joe Lynn Turner)
8. On the Run – 3:54 (Joe Lynn Turner, Alan Greenwood)
9. Soul Searcher – 4:07 (Joe Lynn Turner, Alan Greenwood)
10. The Race Is On – 3:22 (Joe Lynn Turner, Alan Greenwood)

## Formazione
- Joe Lynn Turner – voce
- Al Greenwood – tastiere
- Bobby Messano – chitarra, basso
- Chuck Burgi – batteria